# Synelnykowe
Synelnykowe (ukr. Синельникове) – miasto na Ukrainie, w obwodzie dniepropetrowskim.
Węzeł kolejowy.

## Historia
Miasto od 1938.
W 1989 liczyła 37 807 mieszkańców.
W 2013 liczyła 31 568 mieszkańców.